# بیل همینگفیلد
بیل همینگفیلد (انگلیسی: Bill Hemmingfield؛ اوت ۱۸۷۵ – ۱۱ ژوئن ۱۹۵۳ (aged 77)) بازیکن فوتبال اهل بریتانیا بود.
از باشگاه‌هایی که در آن بازی کرده‌است می‌توان به باشگاه فوتبال شفیلد ونزدی و باشگاه فوتبال گریمزبی تاون اشاره کرد.